# Huacho

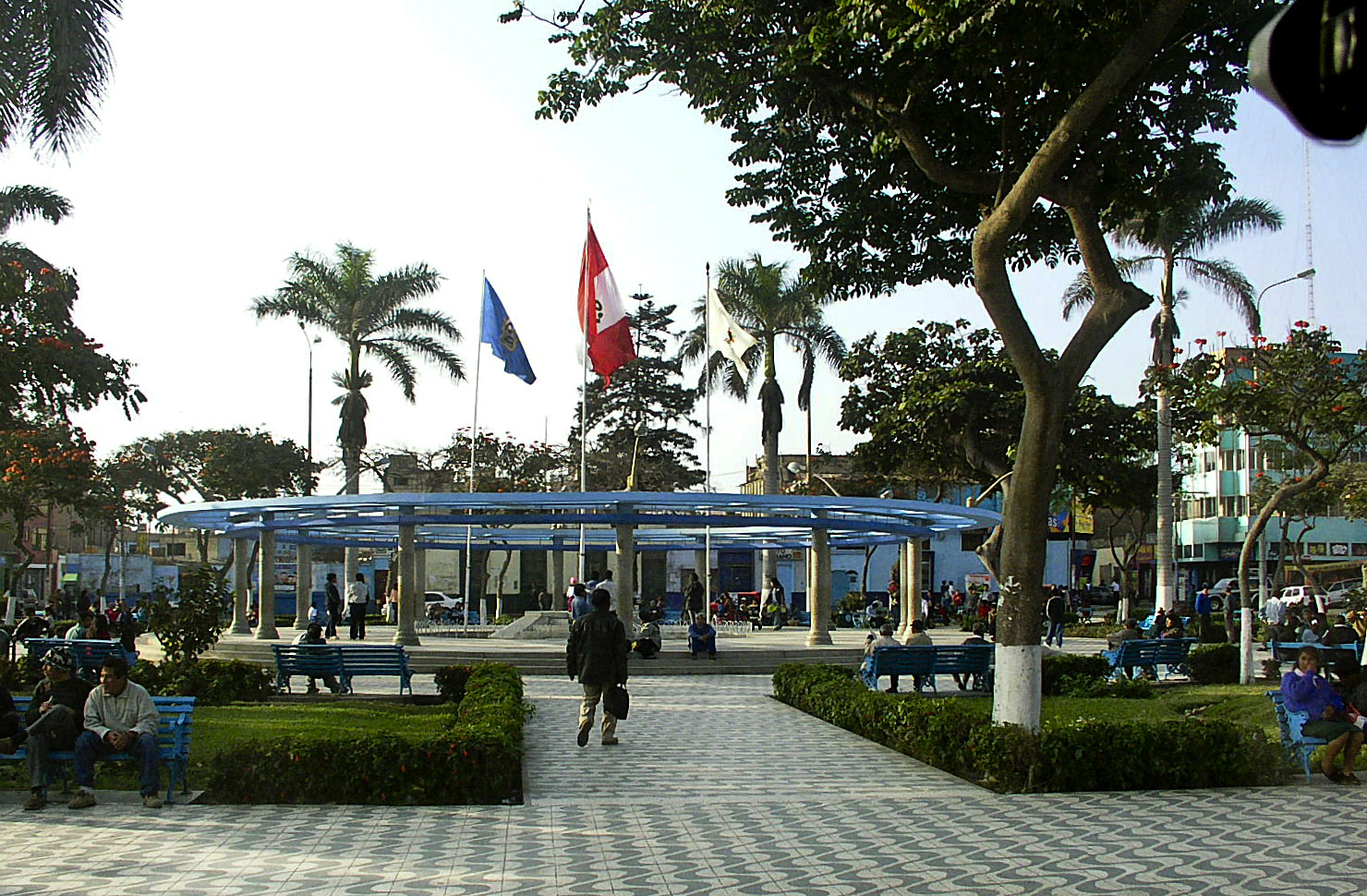
Plaza de Armas de Huacho.

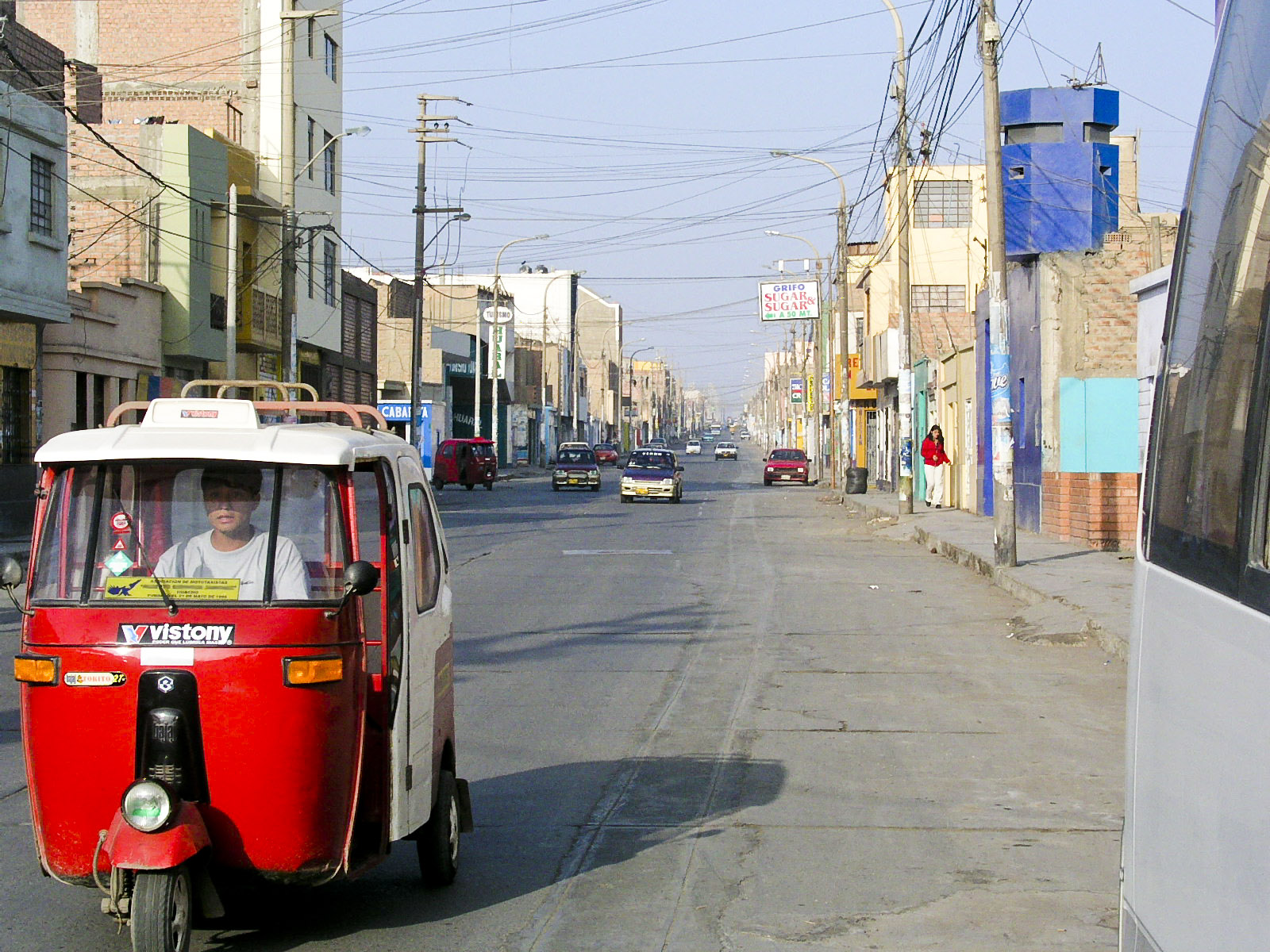
Gatubild från Huacho.

Huacho (grundad som San Bartolomé de Huacho den 24 augusti 1571) är en stad vid Perus kust strax norr om huvudstaden Lima. Huacho är huvudort för Huachodistriktet, Huauraprovinsen samt departementet Lima. Folkmängden uppgick till 92 027 invånare 2015.

## Demografi
Folkmängden beräknades till 90 613 invånare 2010, vilket beräknats öka till 92 027 invånare 2015. Stadens befolkning är huvudsakligen mestiser. Det finns också betydande minoriteter, som en följd av invandring, till exempel italienare, kineser, japaner och argentinare. Asiaterna härrör i huvudsak från förfäder som var kontrakterade arbetare på de viktigaste gårdarna i området.

## Geografi
Staden ligger i en bukt längs Stilla havet, 148 km norr om Lima, nära floden Huaura. Stadsbebyggelsen omfattar inte bara distriktet med samma namn, utan också distrikten Santa María i öster och Hualmay i norr.
De mest kända badstränderna är Hornillos, Colorado, El Paraíso. Playa Chica, Punta Salinas, Centincla, Tambo de Mora och Las Yeseras.

## Historia
Det var vicekungen Francisco de Toledo som valde att gruppera inkaindianernas olika ayllos i området till en reduktion, och valde för detta "Guachobukten". I konsekvens med detta döptes den 24 augusti 1571 denna reduktion till San Bartolomé de Guachu.
Under vicekungadömet tillhörde staden Huauraprovinsen och etablerade sig som hamn och fiskebas. 1774 utnämnde vicekungen José Antonio de Mendoza Huacho till pueblo (by) vilket då tillät anläggande av stadens torg (Plaza de Armas de Huacho) – fram till dess hade man ansett Huacho som bara en liten grupp hus (aldea).
Huacho var, liksom Huaura, en by som tog emot och gav husrum åt befrielsestyrkorna under ledning av José de San Martín, som den 27 november 1820 för första gången proklamerade Perus självständighet från balkongen i Huaura, en händelse som fortfarande är föremål för historiska studier.
Den 12 februari 1821 lyftes Huacho till distrito, tillhörande provinsen Huaral (Chancay), i departementet Lima. Kongressen som leddes av José de La Mar gav den 11 april 1828 Huacho titeln "Den mycket trogna staden". Den 23 januari 1830 slogs Chancayprovinsen och Santaprovinsen samman och som provinshuvudstad utsågs staden Supe. Några få år senare skildes provinserna sig åter åt, och Chancay tillhörde då departementet Lima och Santa departementet Santa. Vid denna tidpunkt utsågs Huaura som provinshuvudstad i Chancayprovinsen. Detta varade i trettio år och den 23 januari 1866 utsågs Huacho till provinshuvudstad i provinsen Chancay.
Den 10 november 1874 fick Huacho stadsrättigheter och blev kvar som provinsens huvudort fast man avskiljdes från Chancay (idag i provinsen Huaral) och man skapade Huauraprovinsen. För närvarande är staden Huacho också huvudort för departementet Lima.

## Kommunikationer
Huacho ligger längs den betydande trafikleden Panamerikanska landsvägen och intill naturreservatet Lomas de Lachay. Staden har bra kommunikationer med städer i inlandet som Sayán och Oyón, och med städer i norr som Trujillo och Lima.
Från 1892 fanns en spårvagn i staden som drogs av mulor och hästar, kallad "blodspårvagnen", en linje som sträckte sig ända till Huaura och elektrifierades under perioden 1920 till början av 1930-talet. Huaura var, efter Lima, den första staden i landet som hade en egen elektrisk spårvagn. 
Sedan 1911 har Huacho haft huvudkontor för Perus nordvästra järnväg, som förenade Huacho med Ancón, Sayan och Barranca.

## Näringsliv
I stadens närhet, tack vare det vatten som rinner av från Västra kordiljären i Anderna, odlas ris, bomull, sockerrör och olika sädesslag. Detta har gett upphov till en betydande bomullsindustri liksom även tvålfabriker och oljefabriker. Av betydelse är också ortens saliner, och badstränder som El Paraíso där den arkeologiska fyndplatsen Bandurria ligger. Produktionen av sockerrör är koncentrerad till Huauradalen.
Huacho var tidigare en av de viktigaste handelsstäderna norr om Lima. Bland attraktionerna märks det gamla kasinot, byggt av familjen Salinas, som ägde betydande jordegendomar fram till 1950-talet, och vars olika familjegrenar blev ägare till Haciendas Andahuasi, Quipico, Humaya eller Los Ángeles.

## Utbildning
Huacho har ett allmänt universitet, Universidad Nacional José Faustino Sánchez Carrión, som har flera olika fakulteter, bland annat den medicinska fakulteten Facultad de Medicina Humana. Vid universitetet finns ett arkeologiskt museum med samlingar från Chancaykulturen.